# Krilatica
 Ovo je glavno značenje pojma Krilatica. Za naselje u Sjevernoj Makedoniji pogledajte Krilatica (Kratovo, Makedonija).
Krilaticom (također geslo, moto ili parola) se naziva izraz ili skup riječi koje predstavljaju određenu društvenu skupinu ili organizaciju. Krilatica izražava namjeru ili stav grupe koja je rabi.